# Happy Magic〜スマイルプロジェクト〜
『Happy Magic〜スマイルプロジェクト〜』（ハッピーマジック-）は、2009年7月15日にリリースされた上戸彩の5枚目のアルバム。

## 解説
- オリジナルアルバムとしては前作『License』から約3年4か月ぶり。
- 「SMILE PROJECT 2009」第2弾リリース。

「SMILE PROJECT 2009」は、「音楽を通じて日本を笑顔に!!」をコンセプトとする上戸の2009年音楽活動プロジェクト。広瀬香美、RYOJI(ケツメイシ)、トータス松本、Kiroro、常田真太郎(スキマスイッチ)、矢井田瞳、Lisa Halimなどのミュージシャンが賛同し、本作はそのプロジェクトの第2弾リリースとなる自身初のコンセプトアルバム。
- 初回盤は限定ジャケット仕様で、全編ベトナムで撮影されたフォトブック及び、「way to heaven」「涙の虹」のPVを収録したDVD付。通常盤にはシングル曲「way to heaven」と「涙の虹」をボーナストラックとして収録。
- 両A面であったが、「SAVE ME」と「もう一度だけ」はアルバムに収録されていない。

## 収録曲
1. Smile for...
作詞・作曲：広瀬香美、編曲：井上ヨシマサ
16thシングル
テレビ東京系アニメ「家庭教師ヒットマンREBORN!」エンディングテーマ。
2. つかまえて!
作詞：矢井田瞳、作曲：noi、編曲：大西克己
3. 心ぽかぽか
作詞：玉城千春、作曲：金城綾乃、編曲：石塚知生
4. 君が笑うと世界が笑う
作詞：金城綾乃、作曲：玉城千春、編曲：石塚知生
5. Honey
作詞・作曲：トータス松本、編曲：浦清英
6. 私の太陽
作詞：Lisa Halim、作曲：石毛智巳、編曲：渡辺徹
7. 右胸のフェアリー
作詞・作曲：常田真太郎、編曲：CHOKKAKU
「アパマンショップ」CMソング。
8. SMILE
作詞・作曲：BEGIN、編曲：知野芳彦
9. 僕らの未来へ
作詞：RYOJI、作曲：RYOJI・NAOKI-T、編曲：NAOKI-T
10. way to heaven (通常盤のみ収録)
作詞：Shoko、作曲・編曲：平田祥一郎
14thシングル
関西テレビ・フジテレビ系「さんまのまんま」エンディングテーマ
11. 涙の虹 (通常盤のみ収録)
作詞：上戸彩・榊いずみ、作曲：YOO、編曲：松浦晃久
15thシングル
テレビ朝日系ドラマ「ホテリアー」主題歌。

## 発売形態
| 形態              | 発売日        | 品番       | ジャケット  | 備考   |
| ----------------- | ------------- | ---------- | ----------- | ------ |
| CD+DVD+PHOTO BOOK | 2006年7月15日 | PCCA-02941 | ジャケットA | 初回盤 |
| CD                | 2006年7月15日 | PCCA-02942 | ジャケットB | 通常盤 |